# Зибер, Гюнтер
Гю́нтер Зи́бер (нем. Günter Sieber; 11 марта 1930, Ильменау — 26 ноября 2006, Штраусберг) — немецкий политик, член ЦК СЕПГ. Министр торговли и снабжения ГДР в 1965—1972 годах. Посол ГДР в ПНР в 1973—1980 годах.

## Биография
До 1949 года Гюнтер Зибер работал в лесном хозяйстве Ильменау, затем получил должность главного делопроизводителя в Германской экономической комиссии. В 1948 году вступил в СЕПГ. В 1949—1950 годах обучался в Германской академии государственных и правовых наук в Потсдаме. В 1949—1951 годах являлся референтом в министерстве планирования ГДР, до 1952 года — главным референтом в Государственной плановой комиссии. По окончании высшей партийной школы до 1962 года занимал должность партсекретаря Государственной плановой комиссии, до 1963 года являлся председателем Центральной комиссии государственного контроля при Совете министров ГДР, до 1965 года — первым заместителем председателя комитета Рабоче-крестьянской инспекции. В 1963—1967 годах входил в состав Центральной ревизионной комиссии СЕПГ.
По окончании заочного отделения Центрального института руководства социалистической экономикой в 1965 году Зибер сменил Герхарда Лухта на посту министра торговли и снабжения и проработал на этой должности до 1972 года. До 1980 года Зибер являлся послом ГДР в ПНР.
В 1976 году Зибер был принят кандидатом в члены, а в 1981 году — членом ЦК СЕПГ, с 1980 года руководил отделом международных связей. В 1981—1990 годах являлся депутатом Народной палаты ГДР, входил в состав комитета по иностранным делам. С 8 ноября по 3 декабря 1989 года являлся кандидатом в члены Политбюро ЦК СЕПГ и секретарём ЦК СЕПГ.

## Публикации
- Wie entwickelt sich der Binnenhandel der DDR in den kommenden Jahren? Verlag Die Wirtschaft, Berlin 1968.